# Micrairoideae
Sous-famille
Les Micrairoideae sont une sous-famille de plantes monocotylédones de la famille des Poaceae et de l'ordre des Poales.
Cette sous-famille est présente dans les régions tropicales et subtropicales.
Elle appartient au clade PACMAD, au sein duquel elle est le groupe frère de la sous-famille des Arundinoideae.
Les Micrairoideae regroupent environ 190 espèces en neuf genres. Une classification phylogénétique des graminées reconnaît quatre lignées principales, classées au rang de tribus : Eriachneae, Hubbardieae, Isachneae et Micraireae. Seules les espèces de la tribu des Eriachneae (genres Eriachne et Pheidochloa) ont évolué vers la voie photosynthétique en C4.

## Liste des tribus, genres et espèces
Selon NCBI (15 juin 2016) :
- tribu Eriachneae
  - genre Eriachne
    - Eriachne aristidea
    - Eriachne ciliata
    - Eriachne festucacea
    - Eriachne glauca
    - Eriachne helmsii
    - Eriachne melicacea
    - Eriachne mucronata
    - Eriachne pallescens
    - Eriachne pulchella
    - Eriachne rara
    - Eriachne stipacea
    - Eriachne triodioides
    - Eriachne triseta

  - genre Pheidochloa
    - Pheidochloa gracilis
- tribu Hubbardieae
  - genre Hubbardia
    - Hubbardia heptaneuron
- tribu Isachneae
  - genre Coelachne
    - Coelachne africana
    - Coelachne japonica
    - Coelachne simpliciuscula

  - genre Isachne
    - Isachne albens
    - Isachne arundinacea
    - Isachne disperma
    - Isachne distichophylla
    - Isachen globosa
    - Isachne gracilis
    - Isachne leersioides
    - Isachne mauritiana
    - Isachne muscicola
    - Isachne nipponensis
    - Isachne pulchella
    - Isachne smitinandiana
    - Isachne sp. Ogasawara04
- tribu Micraireae
  - genre Micraira
    - Micraira adamsii
    - Micraira lazaridis
    - Micraira spiciforma
    - Micraira subulifolia
    - Micraira sp. JLC-2014